# Louis de Vylder
Louis Charles de Vylder, född 1825 i Norrköping, död 12 november 1899 i Matarengi, var en svensk fotograf och xylograf.
Han var son till språkläraren Carl Louis de Vylder och Maria Christina Ahlborg samt gift med Julia Nisse och far till Ludvig de Vylder. Han var bror till Gustaf de Vylder och Maria Ribbing. 
De Vylder var från början verksam som xylograf. Han gav 1853 ut Utsigt af Jönköping, träsnitt af L De Vylder, med ett poem af John Nybom. Träsnittet är färglagt och tillägnat friherre Lars Herman Gyllenhaal. Från slutet av 1860-talet var De Vylder verksam som fotograf i Frankfurt am Main, men flyttade på äldre dagar till Matarengi.